# Садки (Кременецький район)
Са́дки — село в Україні, у Великодедеркальській сільській громаді Кременецького району Тернопільської області. До 2016 року адміністративний центр Садківської сільської ради.
Від 18 грудня 2016 року ввійшло у склад Великодедеркальської сільської громади.Розташоване на річці Кума, на сході району.
Населення — 409 осіб (2021).

## Історія
Поблизу села виявлено археологічні пам'ятки доби неоліту та римську монету перших століть після Р. Х.
Перша писемна згадка — 1561 року.
На 1936 рік село входило до ґміни Дедеркали Кременецького повіту.
Діяли «Просвіта» та інші товариства. 
12 червня 2020 року, відповідно до розпорядження Кабінету Міністрів України № 724-р «Про визначення адміністративних центрів та затвердження територій територіальних громад Тернопільської області» увійшло до складу Великодедеркальської сільської громади.
19 липня 2020 року, в результаті адміністративно-територіальної реформи та ліквідації Шумського району, село увійшло до складу Кременецького району.

## Пам'ятки
Є церква Івана Богослова (1910, мурована).
Споруджено пам'ятник воїнам-односельцям, полеглим у німецько-радянській війні (1968).

## Соціальна сфера
Працюють НВК 1-2 ступ., клуб, бібліотека, ФАП, відділення зв'язку, торговельний заклад.

## Відомі люди

### Народилися
- Аполлон Сендульський  — громадський і культурний діяч, священик, дослідник Волині й освітній діяч.

## Галерея

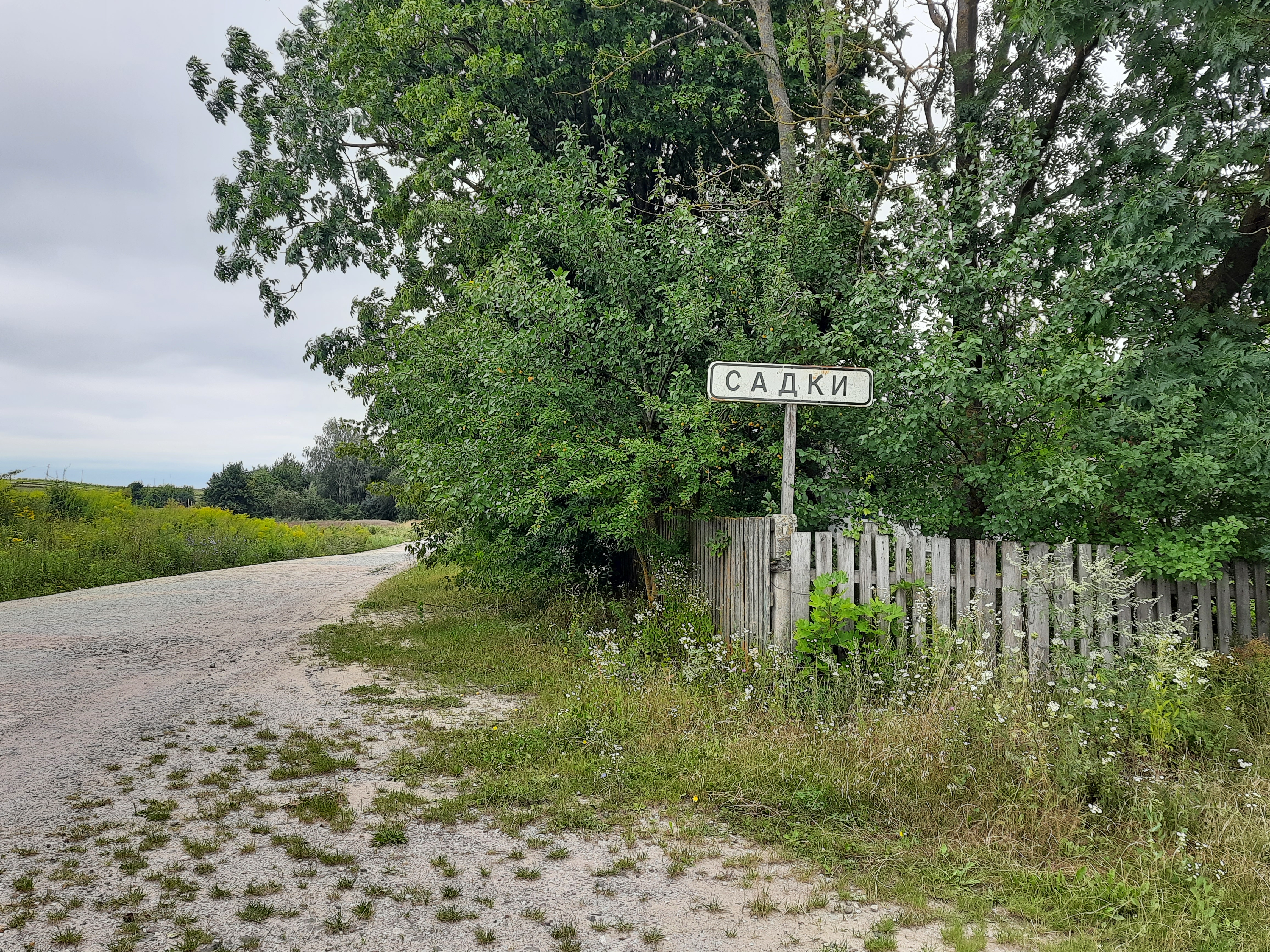
Дорожній знак при в'їзді в село
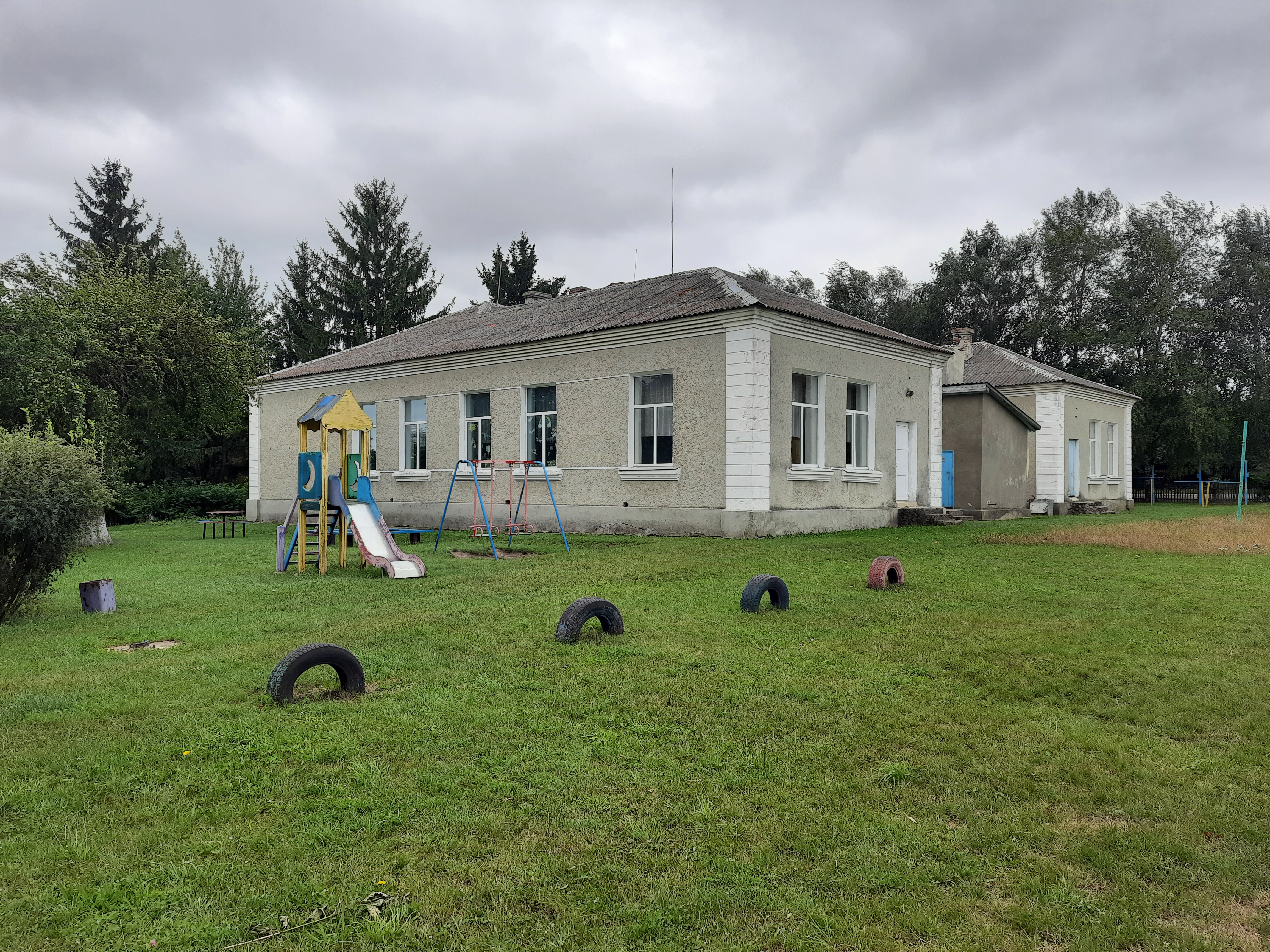
Школа
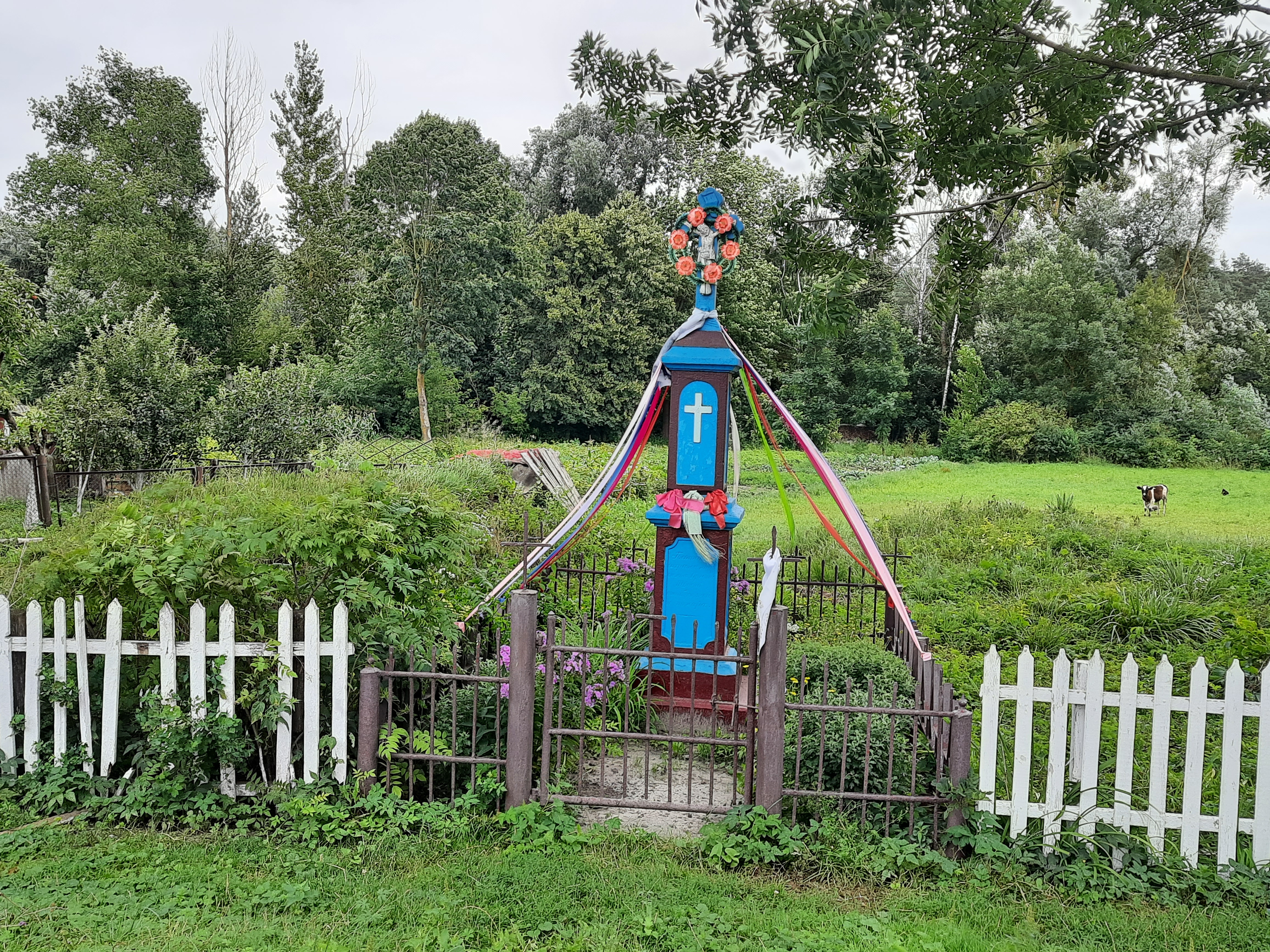
Пам'ятний хрест
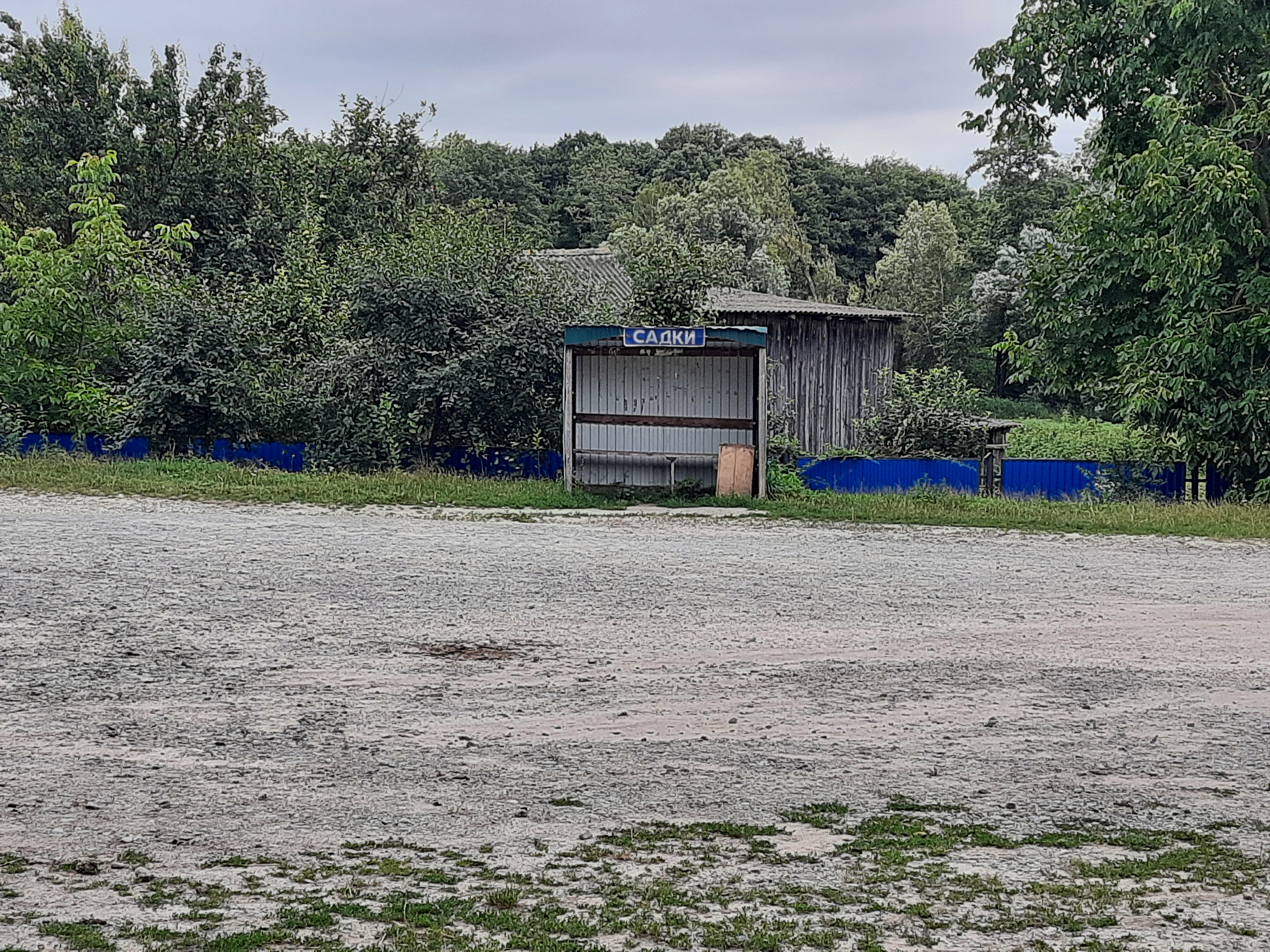
Автобусна зупинка
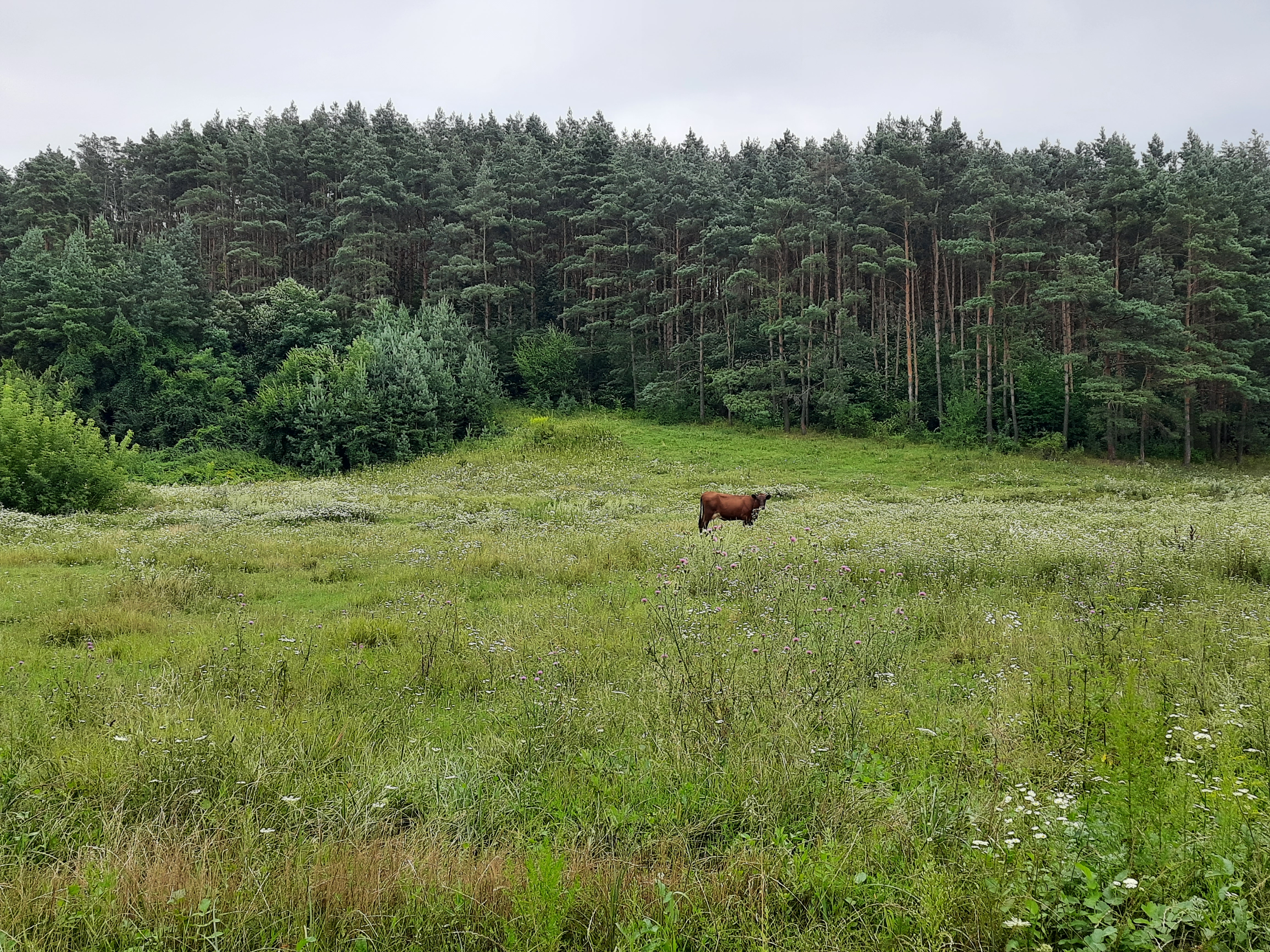
Краєвид біля села